# Festival sur le Champ !
Le Festival Sur le champ ! est un événement musical initié par la ville de Valence dans le département de la Drôme, organisé, depuis juillet 2015, sur la place du champ de Mars en centre-ville de Valence. Le festival se déroule chaque année tout au long du mois de juillet avec un accès gratuit et la prestation de divers styles musicaux.

## Naissance du concept et déroulement
En 1973, les premières fêtes de l'été valentinoises apparaissent grâce à l'association APIVAL. Le but est de rendre hommage à l'art sous plusieurs formes durant l'été, et, en rendant cela accessible à un maximum de personnes en garantissant une entrée gratuite.
Cet événement estival prend un tournant en 1998 car le « premier festival d'été de Valence » apparaît, les scènes et les programmations se multiplient à travers la ville offrant ainsi un large panel de divertissement aux habitants.
C'est en 2015 que la Ville de Valence décide de déplacer son Festival de Valence qui se déroulait au parc Jouvet vers le Champ de Mars afin de pouvoir accueillir plus de spectateurs. L'événement est ainsi rebaptisé Festival sur le Champ ! dès l'année suivante.

## Impact économique et affluence
Le festival estival valentinois ne rassemblait à l'origine qu'un petit comité de spectateurs (environ une centaine), il s'est ensuite étendu et dispersé à travers la ville en 1998. Cela lui a valu une augmentation de l'affluence, passant de quelques centaines à plusieurs milliers.
En réalité, c'est en 2015, lorsque le festival s'est renommé « sur le Champ » et a choisi de changer de localisation, que cet événement local a pris de l'ampleur. Cette année-là, la ville a réalisé un record d'affluence, avec 15 000 personnes présentes le 19 juillet, ce qui représente pratiquement sa capacité maximale (20 000). La nouvelle localisation joue un rôle prépondérant dans cette évolution croissante car la capacité maximale du parc Jouvet (localisation précédente) n'était que de 3 000 personnes, soit 6 à 7 fois moins. Au total, dans les rues de Valence, ce sont plus de 100 000 personnes présentes pendant la durée totale du festival.
L'année 2019, l’événement musical valentinois a enregistré un nouveau record d'entrée avec plus de 40 000 spectateurs, soit environ 10 000 festivaliers chaque soir devant la scène. Une renommée s'est donc peu à peu construite, ce qui, par ailleurs, lui a valu d'obtenir le titre de l'un des 6 meilleurs festivals gratuits et tout public de France par Télérama lors de l'été 2017.
Le type de public concerné par les représentations musicales sur la scènes valentinoise est très large (des plus jeunes aux plus âgés). Il s'agit avant tout de proposer gratuitement des concerts pour les familles en répartissant les différentes soirées selon des thèmes. La ville ne touche ainsi aucun bénéfice directement en fonction du nombre de spectateurs présents à chaque concert car l'accès est totalement libre, le financement se fait donc à l'aide de partenaires tels que le Crédit Mutuel ou le média France Bleu. D'autre part, la fréquentation autour du festival participe aussi à attirer du tourisme en dynamisant le centre-ville à proximité (bar, restauration, logement) et donc à faire tourner l'économie locale.
En 2024, le festival a accueilli 42 000 spectateurs sur ses 4 jours de concerts.

## Programmation
En 2011, entre le 2 et le 27 juillet, le festival accueille des artistes aussi différents que Sapho, Archimède, Tinariwen, Dafer Youssef, Hk et les Saltimbanques, HoussedeRacket, Zaza Fournier dont Juliette Gréco et Jean-Louis Aubert comme têtes d'affiche.
Entre le 6 et le 22 juillet 2012, dix artistes se sont produits sur la scène du Festival de Valence : Luce, Orelsan, Merlot, Rover, Sanseverino, Ibrahim Maalouf, Tayfa, William Baldé, Imam Baildi, Léna Chamamyan.
En 2013, le festival était centré autour des 20 ans du groupe Dionysos originaire de Valence. À cette occasion, le groupe était la tête d'affiche du festival et s'est produit le 30 juillet devant 12 000 personnes. Durant tout le mois de juillet, d'autres chanteurs tels que Lala Napoli, Emily Loizeau, L.E.C.K, DJ Zebra, Yvan le Bolloc’h et ma guitare s’appelle reviens, Salvatore Adamo, Zoufris Maracas et H.Burns se sont produits.
En 2014, Anaïs, Anne Sila, Julien Doré, Oldelaf, Rapael Guallazzi, Bosco Delrey, Orange Blossom et Murkage ont réalisé une prestation sur la scène du Festival de Valence du 4 au 30 juillet. Cette année voit aussi naître le concept de « festival off » afin de mettre en lumière des artistes locaux.
2015 marque la prestation d'Anne Sila, révélée sur la scène nationale dans le télé-crochet The Voice. À l’affiche, sont aussi présentés Charlélie Couture, Zebda, Seun Kita, Flavia Coelho, Guts Live Band, Shake Shake Go, Raul Paz, Jav Contreband ou encore Ricardo Herz trio.
En 2016, plusieurs artistes de la scène française et internationale sont intervenus pour la seconde édition du Festival sur la place du champ de Mars entre le 16 et le 23 juillet. Nous pouvions ainsi voir Minuit, Grand Blanc, Vianney, Sinclair, The JB’s original band, Tribute to Ray Charles, General Electriks, La caravane passe et Anwar. Anne sila, chanteuse valentinoise, ayant sorti un album quelques mois auparavant fait aussi une apparition surprise sur scène aux côtés de Vianney.
En 2017, le Festival sur le Champ a vu se produire du 9 au 22 juillet Camille et Julie Bertholet, Juliette Armanet, Catherine Ringer, Hindi Zahra et Fatoumata Diawara, Wax Tailor, L’Age d’Or du Rap Français sur sa scène.
En 2018, les cinq jours de concerts  étaient chacun consacré à 5 thèmes différents. Le premier visait à la présentation la nouvelle vague de la chanson française avec Isaac Bonnaz, Gaël Faure et Loïc Nottet. Le 18 juillet, la programmation proposait des artistes Hip-Hop comme Tracy de Sa, Lonepsi et Caballero & Jeanjass. Le 19 juillet était dédié au pop/electro grâce aux performances de Michel Diaouate, Oshi et La Femme. Le vendredi 20 juillet, grâce à son sponsors France Bleu, le festival devait accueillir Théo, Amir et Louane pour clore le spectacle mais en raison des intempéries le concert a du être annulé.
En 2019, le Festival Sur Le Champ ! s'étale sur 4 jours avec une soirée francophone le 17 juillet qui comporte un live de Baptiste Dupré, The Agelcy et Grand Corps Malade. Le 18 juillet est consacré au pop/rock electro avec Dors Centaure, Saro, Adam Naas et Jeanne Added. Le troisième soir s'oriente vers un style de musique urbaine en proposant les prestations de Da Break, Jazzy Bazz et L'Entourloop feat Troy Berkley feat N'Zeng.
Quant à l'année 2020, la programmation est officiellement annulée le 17 avril 2020, à la suite de l'allocution d'Emmanuel Macron disant que « les grands festivals et événements avec un public nombreux ne pourront pas se tenir jusqu'à mi-juillet prochain » en raison de la crise sanitaire mondiale du coronavirus. Néanmoins, certains noms comme Melba avaient été déjà cités dans la presse valentinoise.
En 2022, après deux ans d’absence, le festival Sur le champ ! a repris possession du Champ de Mars pour 4 soirées et 13 concerts 100 % gratuits avec à l'affiche : Anne Sila, Barbara Pravi, Melba, Bon Entendeur, Victor Solf, Stéphane, Oscar les vacances, Nemir, Poupie, Thaïs Lona, Delgres, Toulouse Con Tour, et Nicolas Paugam.